# Paulius Griciūnas

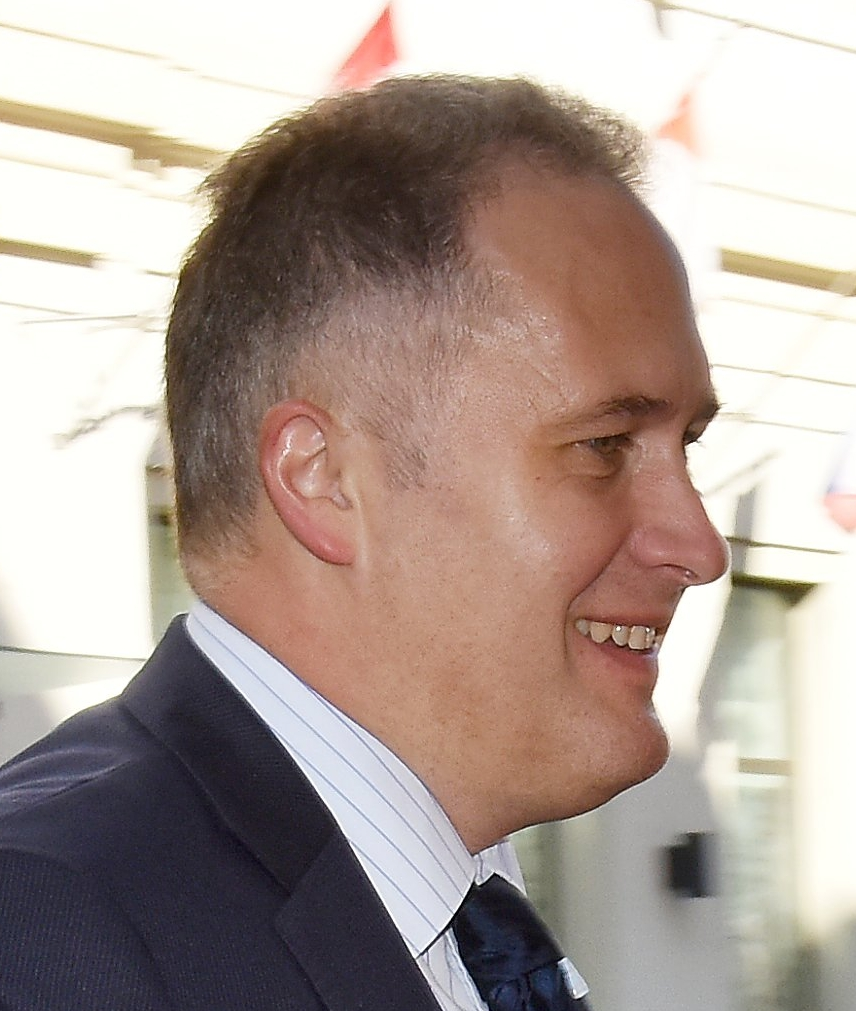
Paulius Griciūnas (2016)

Paulius Griciūnas (* 5. Juni 1974 in Vilnius) ist ein litauischer Jurist und Politiker, ehemaliger stellvertretender Justizminister Litauens (2013–2017).

## Leben
Nach dem Abitur 1992 an der 9. Mittelschule Vilnius absolvierte Paulius Griciūnas 1998 das Diplomstudium der Rechtswissenschaft an der Vilniaus universitetas. Von 1996 bis 1997 studierte er an der Universität Oslo in Norwegen. Von 1997 bis 2002 arbeitete Griciūnas im Landwirtschaftsministerium Litauens, war stellvertretender Direktor einer Abteilung. Von 2002 bis 2003 war er Berater in der Rechtsabteilung der Seimas-Kanzlei und 2003 Berater des litauischen Präsidenten Rolandas Paksas. Von 2004 bis 2006 arbeitete er in der Unterabteilung für Staatsrecht der Seimas-Kanzlei, ab 2006 war er Büroleiter des Ausschusses für Audit.
Ab 2008 arbeitete Griciūnas im Justizministerium Litauens. Er war Staatssekretär, Direktor der Abteilung für Strategisches Management, ab 2012 stellvertretender Direktor der Abteilung für Völkerrecht. Ab dem 29. Januar 2013 war er Stellvertreter des Justizministers Juozas Bernatonis im Kabinett Butkevičius. Ab 2017 war er Stellvertreter der Justizministerin Milda Vainiutė im Kabinett Skvernelis. Ende September 2017 trat er zurück.

## Familie
Paulius Griciūnas ist verheiratet und hat einen Sohn und eine Tochter.